# Ricardo Martínez Quiroz
Ricardo Martínez Quiroz (* 7. April 1966 in Mexiko-Stadt), auch bekannt unter dem Spitznamen El Fugas, ist ein ehemaliger mexikanischer Fußballspieler  auf der Position des Torwarts.

## Laufbahn
Martínez begann seine Profikarriere in der Saison 1987/88 bei Ángeles de Puebla. Nach dem Rückzug der Ángeles zum Saisonende aus der ersten Liga wechselte „El Fugas“ zum Stadtrivalen Puebla FC, mit dem er in der Saison 1989/90 sowohl die Meisterschaft als auch den Pokalwettbewerb gewann.
Nach weiteren Stationen bei UAT Correcaminos, Deportivo Toluca, Club León und Monarcas Morelia stieß „El Fugas“ im Sommer 1999 zum CF Monterrey, mit dem er in der Clausura 2003 einen weiteren Meistertitel gewann. Auch mit seinem letzten Verein América wurde er in der Clausura 2005 noch einmal Meister, doch war der Titel mit Monterrey insofern sein wichtigster, als er ab dem zwölften Spieltag der Punktspielrunde (einschließlich der Liguillas) alle Spiele der Rayados bestritt und somit deutlich mehr Anteil an diesem Erfolg hatte als bei Puebla, wo er in der Meistersaison nur auf vier Einsätze kam, bzw. bei América, für die er insgesamt sechs Einsätze bestritt.
Am 17. April 1991 kam „El Fugas“ in einem Testspiel gegen Costa Rica (0:0) zu seinem ersten Länderspieleinsatz für die mexikanische Nationalmannschaft. Sieben Jahre später bestritt Martínez in einem am 24. Februar 1998 ausgetragenen Testspiel gegen die Niederlande (2:3) sein einziges Länderspiel über die volle Distanz.

## Erfolge
- Mexikanischer Meister: 1990, Clausura 2003, Clausura 2005
- Mexikanischer Pokalsieger: 1990